# Tanditskaro (Tighvi)
Tanditskaro (en georgiano: თანდიწყარო) fue una aldea que pertenece a la parcialmente reconocida República de Osetia del Sur, parte del distrito de Znaur, aunque de iure pertenece al municipio de Tighvi de la región de Iberia Interior de Georgia.

## Geografía
Tanditskaro se encuentra a ambas orillas del río Tanditskaro, afluente del río Froni Shua, a 8 km de Kornisi. 

## Historia
De 1922 a 1990 formó parte del distrito de Znaur del óblast autónomo de Osetia del Sur, siendo de mayoría osetia. De 1990 a 2006, formó parte del raión de Kareli y, desde 2006, forma parte del municipio de Tighva.